# Fritz Hünenberger
Friedrich „Fritz” Hünenberger (ur. 14 marca 1897, zm. 30 sierpnia 1976) – szwajcarski sztangista. Dwukrotny medalista olimpijski.
Brał udział w dwóch igrzyskach olimpijskich (IO 20, IO 24), na obu zdobywał medale - był drugi w wadze lekkociężkiej. W 1921 był mistrzem Europy w tej kategorii wagowej.